# Nicolas Peufaillit
Nicolas Peufaillit est un scénariste français. Il a obtenu, en 2010, le César du meilleur scénario original pour le film Un prophète, en compagnie de Jacques Audiard, Thomas Bidegain et Abdel Raouf Dafri.

## Filmographie
- 2007 : Chrysalis de Julien Leclercq
- 2008 : Un cœur simple de Marion Laine (consultant)
- 2008 : Les Enfants de Timpelbach de Nicolas Bary
- 2009 : Un prophète de Jacques Audiard
- 2009 : La Horde de Yannick Dahan et Benjamin Rocher (consultant)
- 2010 : Comme une ombre de Philippe Triboit
- 2012 : Les Revenants de Fabrice Gobert (série Canal +)
- 2013 : La Cité rose de Julien Abraham (consultant)
- 2013 : Le Diable dans la peau de Gilles Martinerie
- 2013 : Sous X  de Jean-Michel Correia
- 2013 : Situation amoureuse : C'est compliqué de Manu Payet et Rodolphe Lauga
- 2014 : Les Disparus de Saint-Agil
- 2014 : Goal of the Dead de Benjamin Rocher et Thierry Poiraud
- 2015 : Noces de Stephan Streker
- 2016 : The Good Iranian de Tina Gharavi
- 2016 : Cannabis (série ARTE)
- 2017 : La Vie de Château de Modi Barry et Cédric Ido
- 2018 : Luna d'Elsa Diringer
- 2018 : Famille de Catherine Cosme
- 2019 : Mon Frère de Julien Abraham
- 2019 : Unseen (série RTBF)
- 2020 : ØRDESA (film interactif pour ARTE CREATIVE)
- 2020 : De Peur de Marc Obin
- 2020 : Maroni saison 2 (série ARTE)
- 2021 : Caïd (série Netflix)
- 2020 : Bagarre de Catherine Cosme
- 2021 : Mirror : The Signal de Pierre Zandrowicz (VR)
- 2021 : Flee VR
- 2021 : American Son de Rapman
- 2021 : The Passengers : HIM and HER (VR)
- 2025 : Zion de Nelson Foix
- 2025 : Les Orphelins d'Olivier Schneider
- 2026 : Un Prophète, la série (Création originale, CANAL+)

## Distinctions

### Récompenses
- 2010 : César du meilleur scénario original, pour Un prophète de Jacques Audiard
- 2010 : Étoiles d'or du cinéma français, pour Un prophète de Jacques Audiard

### Nomination
- 2009 : Nomination au Scénariste européen de l'année, pour Un prophète de Jacques Audiard